# Rancakalong (plaats)
Rancakalong is een bestuurslaag in het regentschap Sumedang van de provincie West-Java, Indonesië. Rancakalong telt 4146 inwoners (volkstelling 2010).